# 何世禮
何世禮（1906年5月15日—1998年7月26日），綽號「香港將軍」，中華民國陸軍二級上將，活絡於中華民國的軍事與政治界。
籍貫廣東寶安，為香港著名富商何東爵士第三子，曾為奉系軍閥張學良之參謀官，曾參與中國抗日戰爭與第二次國共內戰，官至陸軍二級上將。

## 求學
何世禮父母皆為香港歐亞混血兒。1914年，何世禮入讀拔萃女書院，就讀於第7班，成為「女校男生」:36。1916年，何世禮轉到父親之母校皇仁書院就讀中學，與兄長何世儉、堂兄何世昌、何世傑和何世華等人一起學習:36。
1924年，何世禮前往南京軍事學院，擬應前五省巡閱使吳佩孚及江蘇督軍齊燮元之保薦，投考保定軍校，不幸奉直戰爭爆發，「保定軍校旋停辦」。何世禮世居香港，曾入英籍，但在上海訴諸法院，由法律裁定為中國籍。
1924年5月20日，何東在英國參與籌辦大英帝國溫布萊展覽會，致函英國殖民地大臣湯馬士，表示何世禮年方18歲，剛在皇仁書院畢業（其實仍然在學），渴望加入軍事學校受訓，將來做個軍人:68-69。1925年3月17日，何東致函殖民地部，表示夫婦二人將會攜同兒子離開香港，取道加拿大，之後才前往倫敦，希望何世禮可以在1925年之新學年入學:70。9月，何世禮順利入讀英國烏烈芝皇家軍事學院:70；12月，何世禮於烏烈芝皇家軍事學院畢業:78。
1927年1月，英國戰爭部接納何世禮之申請，使他成為英國皇家坦克兵團成員；之後更加入皇家坦克兵團第二營提升個人對重型炮火方面之知識:73。2月至6月，何世禮畢業於勒希爾炮兵學校:78（又稱拉克希尔王家骑兵和野战炮兵训练学校，School of Instruction for Royal Horse and Field Artillery，Larkhill）。7月，何世禮在皇家坦克兵團第二營見習:78。
1927年8月2日，何世禮於倫敦中國公使館（Chinese Legation in London）正式宣稱放棄英國國籍；英國戰爭部於8月16日收到內政部（Home Office）信函，表示倫敦警察廳（Metropolitan Police）在8月4日收到何世禮之申請，要求於棄英國國籍:74。8月，戰爭部立即終止何世禮在「范波路皇家坦克兵團第二戰鬥營」之學籍:80。
1928年7月，何世禮前往法國深造:85。8月，何世禮與新婚妻子前住法國，進入楓丹白露炮兵軍事學校（École d'application de l'artillerie et du génie, Fontainebleau，由拿破崙在1803年創立，原稱「帝國軍事專科學校」:85）修讀「戰略與戰術課程」:360，在學時甚得校長菲特郎中將讚許；法軍參謀總長福煦到炮校視察時，得知何世禮是香港巨富何東之子，不勝驚訝。1930年3月，何世禮畢業後乘坐郵輪返回香港。:87-88

## 從軍
1930年，何東寫信給張學良：

「……東（何東）去夏遊遼瀋幸年，清塵洗荷（痾），禮遇逾恒……次小兒世禮畢業英國陸軍校後赴法揅習軍學砲術，藉謀深造，茲已屆畢業，經於日前返港。禮兒忠耿夙夫，深願為國效勞。前者厚蒙令先帥提挈栽培，時圖報效。今幸學業小就，擬將片長寸技效力軍前。惟念鈞座智雨謀雲，禮兒淺陋之識，未知能否有幸效力於帥幕……如蒙俯賜接納，請電示，當飭禮兒趨前恭聽驅策也。」

張學良批示「電覆：無任歡迎，即請命駕」，並在6月6日下午發出電報：「香港何東爵士台鑒：奉示敬悉，世兄英年績學，至深敬佩，來襄防務，無任歡迎，希即命駕，翹跋以待」:97。6月底，何世禮進入張學良大元帥府，職銜為「東北邊防軍長官公署上尉侍從副官」:98。張學良派何世禮為連長，到王以哲北大營見習，王以哲立即指派何世禮到北大營王鐵漢第六二〇團，任命為平射炮連連長:36-42。後何世禮攜同妻子乘船北上，在上海轉往天津途中碰到胡適:350。
1931年3月，何世禮擢升為「陸海空軍副總司令北平行營」少校參謀，直接聽命於張學良，改駐北平行營:34。何東曾通過何世禮捎口信給張學良，表示他願意帶頭為東北軍增強軍備而出力，資助東北軍購進各種火炮，組建1-2個炮兵師，並組建兩個機械旅，以加強東北軍實力:350。8月底，何東離開上海，並在9月初抵達北平，先見何世禮，之後再與張學良會面，洽談合作事宜:34。何東應張學良之邀請赴北平，洽商東北邊業銀行（The Frontier Bank）改組事宜:34。9月25日，何東轉到上海，之後先到澳門管理業務，返回香港；何世禮則仍留在張學良身邊，並跟張氏撤出東北到關內:111。從何世禮在10月29日由天津寄給駱克（即前任威海衛大臣:83、前香港政府輔政司駱轄爵士:74，為何東摯交）之信函稱，9月18日晚，他在北平陪同何東會見張學良，討論一些重大金融項目，由於父親國語不靈光而需他充當翻譯，他乃暫留北平數天，如非這種安排，他必然身在東北，與日軍碰個正著，生死難料，因此「命運決定一切」:106-107；何世禮因懂中文、英文雙語而被張學良派往接待美國遠東指揮官John L. Hines為首之國聯調查團，瞭解中日衝突之來龍去脈，之後再陪同調查團前往上海，深入瞭解各方面情況:111。
1932年1月上旬，何世禮返回北平，並擢升為「陸海空軍副總司令北平行營衛隊炮兵營」少校營長，直屬上司為劉多荃:112。在「一二八淞滬戰爭」中，何世禮奉令陪同英、美兩國武官親赴前線觀戰，瞭解戰況；6月，何世禮升為「陸海空軍副總司令北平行營衛隊」中校營長，上司仍為劉多荃:113。
1933年2月底，何世禮再次回到北平，調派到「北平綏靖公署」任上校高級參謀:115，直至1936年2月:135。何世禮曾陪同張學良等從北平坐車前往承德等地視察地形，構思防守策略。3月10日，胡適與張學良會面，得知蔣介石要張學良辭職；胡適在何世禮介紹下，認識在一二八事件中奮力抗日之翁照垣將軍，胡衷心敬佩這位與何世禮在私底下用廣州話交談之南方將軍:658。在1933年4月12日寫給駱克之信中，何世禮表示已啟程前赴美國，並指在離開中國前曾親住長城古北口，瞭解戰況，並指在抵抗日軍激戰之古北口戰鬥中，他帶領之部隊犧牲接近80人，令他傷心不已，他表示自己部下仍然士氣旺盛，並認為只要軍備得到提升，加上良好領導，中國一定可以打敗日軍:118。9月，何世禮正式入讀肯薩斯州美國陸軍指揮參謀學院:128。何世禮進入美國陸軍指揮參謀學院深造後，主要「研習步炮兵及裝甲兵的大規模協同作戰技術」:40。

## 經歷
何世禮其後加入中國國民黨，曾任炮兵中隊長、大隊長、團長。
1935年6月，何世禮離開美國，先行回到上海及武漢，停留一個多月。同年9月，出任江蘇海州「稅警總務參謀處」少校科長:135。
1936年3月，擢升為「陸軍通訊大隊」上校大隊長，曾參加張學良在陝北發起之連串「剿匪戰鬥」:135-136。期間張學良曾表示有意更換所屬部隊之通訊裝備，藉以提升東北軍指揮效率，但無疾而終。在1936年4月5日從西安寫給駱克之信中，何世禮提到陝西已再沒人種植鴉片，因而令當地鴉片價格大幅上升，直接打擊人民吸食鴉片習慣；何世禮表示欣慰，並希望政府能夠繼續採取堅定手段，打擊國人販賣及吸食鴉片之不良行為:136。11月初，孫科南下廣東省親，在澳門探望母親後打算轉到香港私人訪問；11月21日，何東在家中設茶會招待孫科，與之會面。受西安事變影響，何世禮還沒有到達部隊駐地，就被解除軍職:40。
1937年2月至6月，何世禮獲委任為財政部「兩廣鹽務總局」廣州鹽務總局潮橋鹽稅署署長:144，兼廣州鹽務總局潮橋督銷局局長:142，直屬上司為「兩廣鹽務總局」唐煊:144。5月11日，何東獲國民政府實業部長吳鼎昌邀請，參加全國手工藝品展覽會開幕盛典，並應孫科等約請到南京遊覽，偕兒子何世儉、女兒何艾齡及私人秘書韋達，由上海乘早車抵南京。何世儉與何艾齡陪同何東等親赴南京，得到蔣介石接見。5月22日，何東一行人離開南京，經過上海返回香港:147。6月起，何世禮改任「兩廣鹽務管理局」稅警課長，常駐廣州，直屬上司仍為唐煊:149。9月，何世禮請假回香港:149。

## 中國抗日戰爭
抗战爆发后，第三路軍總司令薛岳電請財政部借調何世禮前方服務。1938年2月至7月，何世禮為第三戰區前敵總司令部少將高級參謀，參加安徽流動橋、河南蘭封及江西南潯線諸戰役:161。何世禮親赴第一線指揮炮兵作戰:52。7月之後，何世禮調派到第九戰區第一兵團總司令部，出任副官少將處長，直屬上司仍為薛岳:162。1939年3月，何世禮出任薛岳第九戰區司令部少將高級參謀，同時出任張發奎第四戰區司令部少將高級參謀:162。第九及第四戰區兩戰區協商，得派有力人士留駐香港，搜集日本軍海陸運輸情報:52。薛岳及張發奎交托何世禮兼任第四及第九戰區司令長官司令部駐港聯合辦事處主任，從事地下工作；還兼任「財政部鹽務總局」駐港運輸處幫辦一職:162。1941年6月至1942年12月，何世禮出任「後方勤務部第四戰區兵站總監部」少將總監，追隨張發奎第四戰區駐紮於柳州:163。
1941年8月25日，蔣介石發出命令：「分電何世禮、黎公度、汪世銘、周宏沼及唐子長等，令來渝一聚。」
太平洋战争爆发，香港沦陷，何世禮的父亲何东逃往澳门避难，在港的家族财产遭日军没收，何世禮的嫡母（何东发妻）麦秀英夫人在香港被日军饿毙。国民政府对日正式宣战，开始与美英进行密切军事合作，何世禮由于英语为母语，在英美军校军界有着广泛人脉的经历而变得炙手可热。
1942年，中國組成遠征軍，由滇西開往緬北，與美國遠征軍聽命於同盟國中國戰區總參謀長史迪威指揮，與日本軍作戰:168。由於英國、美國各有盤算，對國軍缺乏支援和信任，盟軍在緬甸之第一次反擊戰挫折重大，國軍傷亡慘重，至於總指揮史迪威甚至要落荒而逃，遠走印度。1942年12月，國民政府委任何世禮為「後方勤務部遠征軍兵站總監部」少將副監暨代總監；軍事委員會委員長蔣介石委任他為國民政府軍事委員會少將高級參謀:168。蔣遵照美國示意，乃派何世禮到昆明參加中國遠征軍總部，為補給司令，參與盟軍機要:40。
1944年，蔣介石認為史迪威暗助中國共產黨，還蔑視中國國民黨之領導，毫不尊重自己，因而以國民政府寧可退出同盟國，獨力對日本作戰作脅，而不願史迪威留在中國，要求美國更換中國戰區總參謀長；因應蔣之立場，美國最終撤換史迪威，改派魏德邁出任。1944年，何世禮第一次晉見蔣介石，他擔任聯勤副參謀長，協助美國魏德邁（何世禮較魏德邁在美國陸軍指揮參謀學院早一屆畢業）處理有關援華事宜，有機會陪同晉見蔣。10月，何世禮擢升為國民政府軍事委員會中將高級參謀，直接聽命於蔣:170。何世禮在1944年升任後勤部中將副總司令，負責與盟軍總部協調聯絡，接受美援物資，增強國軍戰鬥力:52。
魏德邁上任後，大幅爭取美國對華軍事物資援助，令中國軍隊終於獲得充足裝備和彈藥，因而扭轉過往捱打局面，給日本軍國主義者致命痛擊。由于日军在缅北溃败，空运航线不必再绕道驼峰；同时滇缅公路逐步通车，大批美國援華軍事物資源源运入。1945年5月，蔣介石要求何世禮兼任「後方勤務總司令部」中將副參謀長，聽任於陳誠指揮；6月，委任何世禮為「中國戰區陸軍總司令部後勤司令部」中將副司令，兼任「前進指揮所」主任:171。此后，何世禮长期追随陈诚任职。8月，中國抗日戰爭勝利，日本無條件投降:52。

## 第二次國共內戰
1945年，何世禮衣锦还乡参加了日军香港总督田中久一中将的投降仪式，并被英国派来接收香港的军政府首长夏悫（Cecil H J Harcourt）奉为座上宾。當時國民政府主席蔣中正，原屬意何世禮出任光复后的首任廣州市長兼廣東省政府委員，但最終被中國國民黨秘書長吳鐵城安插親信，原廣州市公安局長歐陽駒出任，而讓他與執掌廣州職務擦身而過。
1945年12月23日，何東避居澳門長達4年後乘坐香港軍政府夏愨少將之軍艦返回香港；12月27日，孫立人剛在廣州完成接管手續，乘坐美國戰機飛抵香港訪問，何世禮亦隨同抵達香港，並獲得夏愨及費斯廷（F. W. Festing）等迎接，之後舉行簡短會議。
1946年2月，參謀總長陳誠向蔣介石提出建議，認為應該在秦皇島與葫蘆島設立一個統一補給點，支援國軍在該區之軍事力量，抗衡蘇聯在中國東北地區支持中國共產黨軍隊之活動，並推薦前東北軍軍官、兼陸軍總部後勤副司令何世禮改兼後勤總部第六補給區（負責東北九省國軍補給，調第二補給區中將副司令劉翼峰為司令）副司令，並兼秦皇島、葫蘆島港口運輸司令。2月底，何世禮由上海飛返香港，「處理在港事務」，並接受香港記者訪問，表示自己在處理國軍後勤業務及運輸等問題時，獲得香港政府幫助和支持，因而感謝有關部門。

### 秦葫港口司令部
1946年3月，國民政府在秦皇島和葫蘆島成立「秦葫港口司令部」，以何世禮出任司令，直轄於南京聯勤總部，主要職責為「接收、存儲和運轉美國運往中國的軍事物資如武器、彈藥、糧服、器材，然後再由港口司令部份發給國民黨部隊」:37。該司令部設於葫蘆島，但到冬天因港口冰封而遷到秦皇島，平時只在秦皇島設立一個指揮站，管轄大權則歸入葫蘆島:183。官兵合共約1,400多人，大部份駐守葫蘆島:38。3月25日，何世禮飛往上海，再轉赴秦皇島正式履新。7月，再擢升為「聯合後勤總司令部」中將副總司令，同年12月上任。1947年，何世禮在葫蘆島設立一個軍士訓練學校:38。
秦皇島，又稱秦王島，在河北省北部，臨渤海灣，離山海關只有17公里，屬東北唯一「不凍港」；相傳唐太宗出兵征高句麗時曾以該島為補給基地，而唐太宗未即位之前獲封為秦王，因而取名「秦王島」。又相傳秦始皇曾在此地求仙，因名「秦王島」。葫蘆島在遼寧省南部臨遼東灣，頭小尾大、中部稍狹，狀似葫蘆；西端與秦皇島相對，港闊水深，港口朝南，夏為避風港，但冬則結冰。國軍補給東北，以秦皇島為冬港，以葫蘆島為夏港，特別成立秦葫港口司令部，由何世禮中將任司令，統一指揮，經由這兩個港口，滿足四十萬國軍之需求，當地聯勤運補單位，可以說責任重大:235。
1947年1月，陈诚出任东北行营主任。1947年11月，何世禮兼任「冀熱遼邊區剿匪司令部」中將副總司令:190。1948年7月起“秦葫港口司令部”加挂秦葫运输指挥部牌子。
1948年11月14日下午，在葫芦岛的秦葫港口司令部下属部队随最后一批国民党撤退人员登上招商局海轮开往塘沽。1948年11月24日，蒋介石下令撤销秦葫港口司令部，在秦皇岛的司令部机关和直辖部队部分剩余官兵撤往塘沽港。

## 1949年
1949年春，局勢逆轉，國軍失守華北，何世禮奉調回廣東，以國防部聯合後勤司令部副總司令並代理總司令，順利完成負責運送華南國軍補給及轉運；是年秋，啣命轉赴台灣，8月任「東南補給區司令部」中將司令:210。何世禮駐節漳州、廈門，供應轉進台灣60萬大軍糧秣營舍，兼任新成立之台灣基隆港口司令一職:210，抓住一切可以使用的船只向台湾抢运物资。

## 後續
何世禮歷任國防部常務次長。1950年6月任駐日軍事代表團團長兼盟軍對日理事會戰勝國（中華民國）代表，1950年7月，联络协调麦克阿瑟秘密访问台北、派遣中華民國國軍参加朝鲜战争的计划、中華民國政府与日本政府签署和平条约等。1952年後，任駐聯合國軍事代表團團長、聯合國安理會軍事參謀委員會首席代表、行政院美援運用委員會委員。参与推动美国与中華民國政府的军事合作、协商购买所需武器。1958年8月金门炮战爆发后，M55 203毫米自行榴彈炮（M115榴彈炮自走化炮車）便是由何世礼通过在美私人关系争取到手。 
1956年，何東爵士去世，何世禮繼承了鉅額遺產。
1959年，晉升為陸軍二級上將。

## 晚年
1962年1月，获准辞去军职，受聘為總統府國策顧問、国民党中央评议会委员。1965年9月，蔣介石在行政院之下成立「對匪經濟作戰策劃小組」，通稱「力行小组」，首任召集人為外匯貿易審議委員會主任委員俞國華，執行秘書為林芳伯，何世禮則為成员之一，目的在於策劃对中国大陆之经济「作战」:301。
1966年3月，蔣介石指示行政院長嚴家淦推動台灣與香港貿易往來，明確表示應由何世禮主持其事；何世禮牽頭在香港成立港台貿易公司和台灣民生物產公司，並出任董事長；8月5日，台灣民生物產有限公司登記成立，股份九成以上由港台貿易有限公司持有，於2001年11月23日解散:301。
1973年7月13日，魏德邁訪問台灣，何世禮親自到機場迎接，之後一同出席記者招持會，並陪同張群等與之舉行會談:305。完成連串會談後，7月25日魏德邁返回美國，何世禮則返回香港:306。
中華民國政府在1977年3月頒發一等景星勳章給何世禮，以資獎勵:306。1981年起，先後擔任中國國民黨第十二、十三、十四屆中央評議委員。

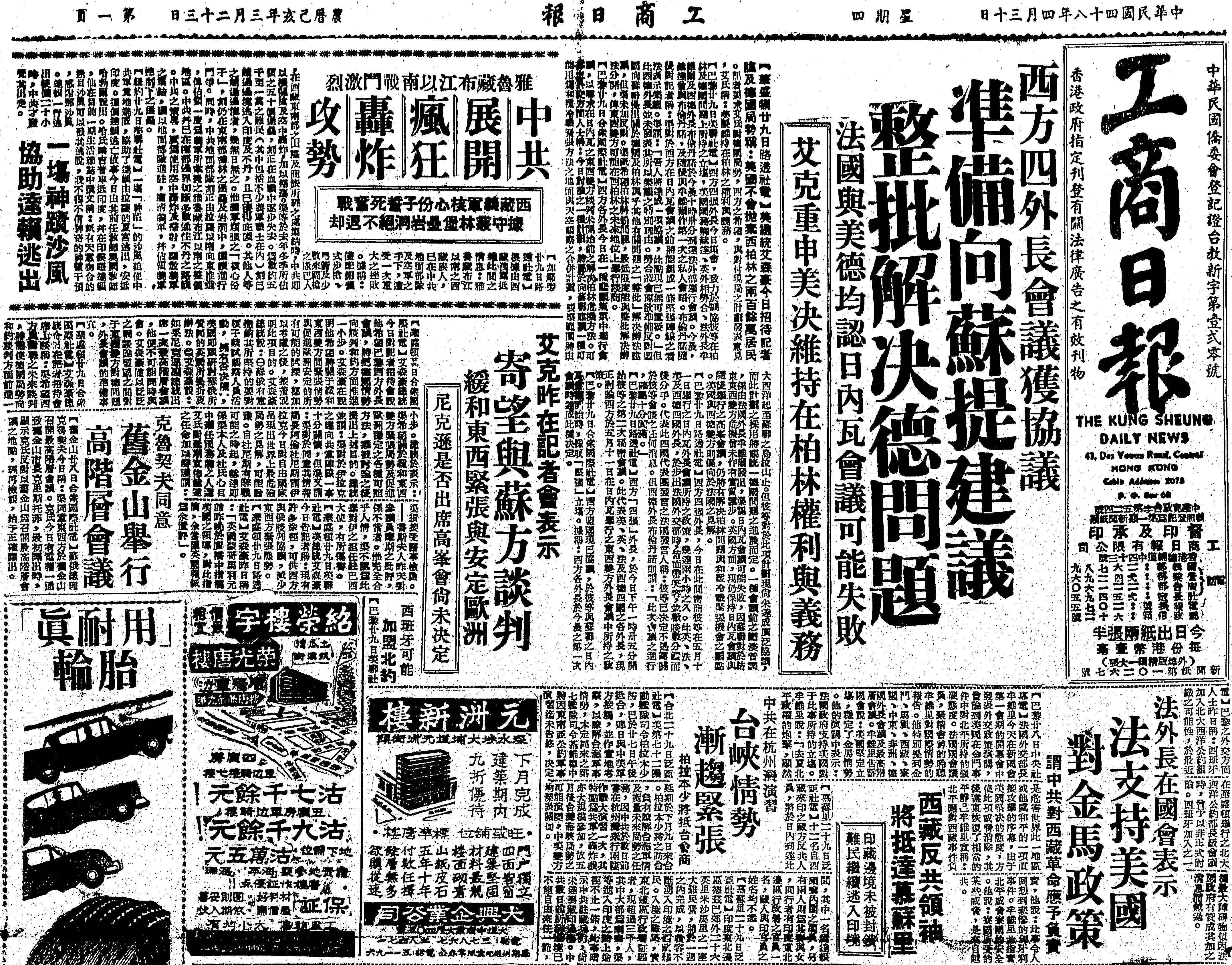

承繼了父親何東擁有的《工商日報》，先後擔任董事長及社長，及後又創辦《工商晚報》。何世禮直接参与管理《工商日報》、製定編輯方針、审稿，报纸在其手中办成了港九头号亲国民党的报纸（右派称之为“自由报纸”，左派称之为“美蒋报纸”），报头上沿用民国纪年，社论中旗帜鲜明站在中華民國立场。
1984年11月，何世禮得到林洋港承諾，中華民國政府將會提升「香港小組」地位，改為一個「超部會的機構」，由林洋港任召集人，加強其他部門支援和配合；林洋港同時表示11月1日已成立「光華旅行社」，全力「協助僑胞辦理前往台灣定居、就學、工作、投資及經商等事務」:308。12月1日，《工商日報》在中英兩國簽訂聯合聲明2个月後宣布因负债亏空、经营艰难而停刊。
1985年10月22日，宋美齡函電蔣經國：

……（一）何世禮來訪告以港方若干情形值得注意者（A）何氏家屬除其直屬家人外餘均向匪方靠攏香港大多數人士寓投機自欺心理向匪投好（二）即受高等教育者如彼二房侄 INJESODCE 在港府任高級職位與其談話亦亟盼大陸鄧派政策成功令局勢穩定香港以後亦能享受到欣欣向榮之安樂日子何告其侄大陸不穩定香港始有安樂生活也其侄聞之非常驚訝何分析共匪穩定則隨時可食言佔領香港何侄謂從未如此想法何謂可見港人蓄此種天真幻想何止千萬故必須將正確見解灌輸到英港人上級人士心念中或可濟事（B）回憶余曾建議運用英商人牟利之心理港人自保之企望我當為香港同胞造福且須較匪公佈允港人之條件更優惠基於拯救香港同胞之福利為原則我可屆時得超越外交之優勢與港民之擁戴此事應由妥人先事秘密籌劃屆時進行之何在港可稱富豪不難依阿諛謀生亦不必仗一官半職以糊口且人已逾八十如此愛國實難能可貴諺云疾風知勁草亂世識忠臣此之謂也據其告我方在港工作人員中無一人能打入香港上層社會遑論造成溝通作用余認為此非工作人員之咎也彼等原無聲望及社會高層關係焉能著其發生作用（三）匪在此間華僑中頗下功夫其首先調查某些姓氏較有影響力即開始為該姓在大陸重茸祠堂即如對我祖先在海南文昌縣之祖居重建同一轍……祝安康母字十月廿二日:600-604

10月25日，蔣經國函電宋美齡：

「……密母親大人膝下敬稟者相繼奉到母親電諭何世禮同志分析港英投機自欺心理及我為香港同胞造福之各點意見皆透徹中肯有關方面備極關切並已分途進行各種積極作為何世禮同志來台北時當與深談彼雖年逾八十要仍可發揮其對港英之影響力……兒經國跪稟十月二十五日」:605

1993年4月东北大学成立70周年。在好友甯恩承居中安排下，在1995年陪同張學良由台赴美其間答應捐出资巨資，在東北大學興建一座教學大樓，在1998年完成:316。何世礼出資50万美元建设“何世礼教学馆”，并于1997年12月竣工并投入使用，总造价约合人民币2,000万元。何世禮決定在1998年6月12日攜同子女何鴻毅及何勉君北上，主持大樓開幕，6月15日返回香港:316。
1998年7月26日，何世禮在香港山頂何家大宅中逝世，享年92歲；8月5日在香港殯儀館舉殯，到場致祭者超過200人，包括郝柏村、鄭安國、武士嵩、釋星雲、董趙洪娉、楊鐵樑、李柱銘等；喪禮完畢，擇吉下葬於港島摩星嶺昭遠墳場:317。中華民國政府雖然送來了中華民國國旗及國民黨黨旗，作覆棺表揚之榮譽，但何家後人不想引來中國共产党尷尬而婉拒。同年11月26日國府頒褒揚令予總統府前國策顧問、陸軍二級上將何世禮。

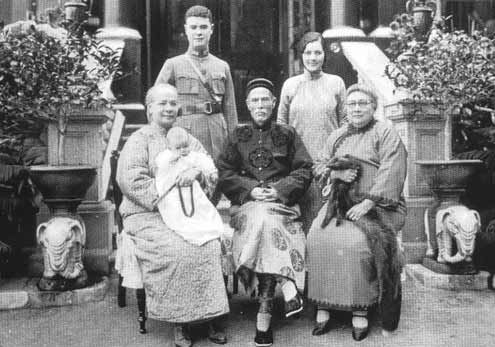
前排左起︰麥秀英夫人，何東爵士，張靜蓉夫人；後排︰何世禮及妻子洪奇芬

## 家庭
1906年5月15日，何東髮妻麥秀英之表妹張靜蓉為何東誕下何世禮。由於兄長何世儉一直由張靜蓉照顧，何世禮便給麥秀英照顧，算是麥秀英「一房」血脈；由於麥秀英乃正室，因此何世禮亦取代兄長何世儉成為「正統繼承人」，英文名與父親一樣改為 Robert ，或稱 Robert Ho Tung Junior ，亦稱 Robbie ，與麥秀英一起在西摩道8號「紅行」居住:31。
1928年6月6日，何世禮與洪興全（子勵）之長女洪奇芬（Hesta Hung）舉行婚禮，在香港婚姻註冊處正式註冊，結成夫婦:81；婚禮後到港島清水灣一家別墅中小住一段時間。
1931年11月底，何世禮返港休假，慶祝何東與麥秀英在12月初舉行「金婚紀念」:111。1932年10月17日，何世禮在北平寫信給駱克，信中提到洪奇芬懷有身孕，已於兩個月前返到香港，等待分娩:114。同年11月26日，何世禮返回香港探望家人，之後前往美國肯薩斯州軍事學院深造。1933年1月31日，何世禮致函駱克，表示洪奇芬已為他誕下一子，家人為他取名何鴻毅，英文名為 Robert Ⅲ ，家人則叫他Buster，並指全家為此極為高興:115。何世禮婚後育有子女各一，子何鴻毅，媳羅綺文，女何勉君，兩名男孫:63
在1933年4月12日寫給駱克之信中，何世禮提到妻子洪奇芬及兒子何鴻毅沒有與自己同行赴美，軍將於9月開學，他會先到華盛頓探訪親友及遊玩，之後才往軍校所在地:118。1936年11月底，何世禮休假返回香港，與家人團聚:36-42。1938年1月5日，何世禮生母張靜蓉去世。
由於何世禮早年放棄英籍，改為歸化中國籍（時為中華民國政府執政時期），因此其英文名由Robert Ho Tung，改為Ho Shai Lai，與其餘家族成員的一般所用的「Hotung」有所出入。

## 荣誉

### 中华民国勋章奖章
- 四等宝鼎勋章（1948年10月25日批准[51]）